# Diocesi di Debrecen-Nyíregyháza
La diocesi di Debrecen-Nyíregyháza (in latino Dioecesis Debrecenensis-Nyiregyhazana) è una sede della Chiesa cattolica in Ungheria suffraganea dell'arcidiocesi di Eger. Nel 2021 contava 189.800 battezzati su 1.144.650 abitanti. È retta dal vescovo Ferenc Palánki.

## Territorio

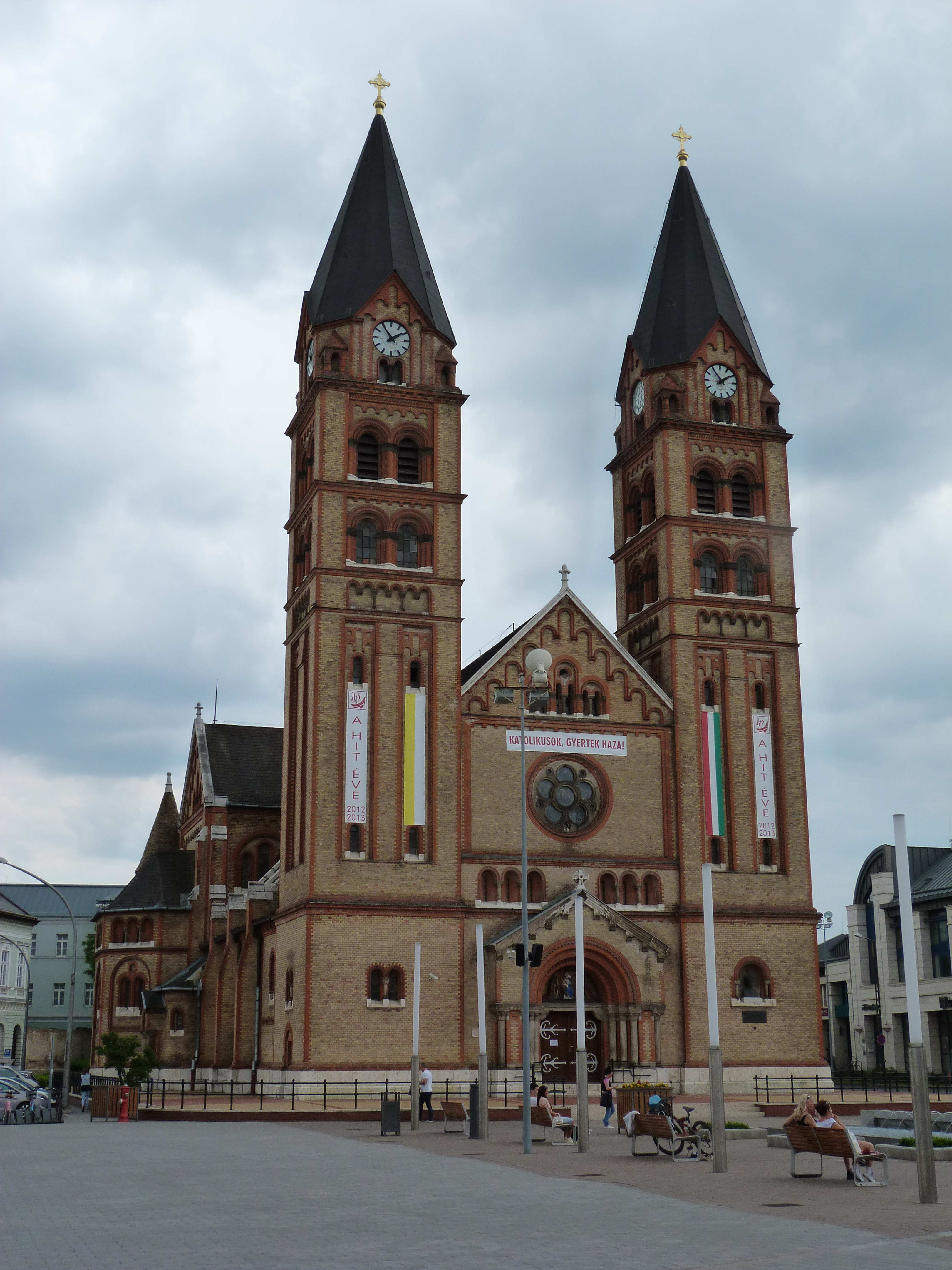
La concattedrale di Nostra Signora d'Ungheria a Nyíregyháza.

La diocesi comprende le contee ungheresi di Hajdú-Bihar e di Szabolcs-Szatmár-Bereg.
Sede vescovile è la città di Debrecen, dove si trova la cattedrale di Sant'Anna. A Nyíregyháza sorge la concattedrale di Nostra Signora d'Ungheria.
Il territorio si estende su 11.300 km² ed è suddiviso in 54 parrocchie, raggruppate in 7 vicariati: Kisvárda, Polgár, Nyíregyháza, Nagykálló, Szatmár, Debrecen e Berettyóújfalu.

## Storia
La diocesi è stata eretta il 31 maggio 1993 con la bolla Hungarorum gens di papa Giovanni Paolo II, ricavandone il territorio dall'arcidiocesi di Eger e dalla diocesi di Seghedino-Csanád.

## Cronotassi dei vescovi
Si omettono i periodi di sede vacante non superiori ai 2 anni o non storicamente accertati.
- Nándor Bosák (31 maggio 1993 - 21 settembre 2015 ritirato)
- Ferenc Palánki, dal 21 settembre 2015

## Statistiche
La diocesi nel 2021 su una popolazione di 1.144.650 persone contava 189.800 battezzati, corrispondenti al 16,6% del totale.
| anno | popolazione | popolazione | popolazione | presbiteri | presbiteri | presbiteri | presbiteri                | diaconi | religiosi | religiosi | parrocchie |
| anno | battezzati  | totale      | %           | numero     | secolari   | regolari   | battezzati per presbitero | diaconi | uomini    | donne     | parrocchie |
| ---- | ----------- | ----------- | ----------- | ---------- | ---------- | ---------- | ------------------------- | ------- | --------- | --------- | ---------- |
| 1999 | 320.000     | 1.100.000   | 29,1        | 84         | 78         | 6          | 3.809                     | 1       | 6         | 45        | 110        |
| 2000 | 320.000     | 1.100.000   | 29,1        | 82         | 75         | 7          | 3.902                     |         | 7         | 42        | 110        |
| 2001 | 300.000     | 1.100.000   | 27,3        | 83         | 76         | 7          | 3.614                     |         | 7         | 46        | 110        |
| 2002 | 250.000     | 1.135.214   | 22,0        | 87         | 80         | 7          | 2.873                     |         | 7         | 46        | 55         |
| 2003 | 250.000     | 1.145.254   | 21,8        | 84         | 78         | 6          | 2.976                     |         | 6         | 36        | 55         |
| 2004 | 250.000     | 1.145.000   | 21,8        | 83         | 79         | 4          | 3.012                     |         | 4         | 40        | 56         |
| 2006 | 250.000     | 1.145.000   | 21,8        | 94         | 89         | 5          | 2.659                     |         | 5         | 43        | 57         |
| 2011 | 250.000     | 1.137.000   | 22,0        | 93         | 87         | 6          | 2.688                     |         | 6         | 27        | 57         |
| 2016 | 190.000     | 1.145.000   | 16,6        | 90         | 83         | 7          | 2.111                     |         | 9         | 14        | 54         |
| 2019 | 189.500     | 1.141.900   | 16,6        | 88         | 81         | 7          | 2.153                     |         | 9         | 17        | 54         |
| 2021 | 189.800     | 1.144.650   | 16,6        | 89         | 83         | 6          | 2.132                     |         | 8         | 14        | 54         |